# Neolimnophila fuscocubitalis
Neolimnophila fuscocubitalis är en tvåvingeart som beskrevs av Alexander 1936. Neolimnophila fuscocubitalis ingår i släktet Neolimnophila och familjen småharkrankar. Inga underarter finns listade i Catalogue of Life.